# Oostmeerpolder
De Oostmeerpolder is een polder en een voormalige buurtschap in de Nederlandse gemeente Pijnacker-Nootdorp. De buurtschap dankte haar naam aan de gelijknamige polder Oostmeerpolder, tegenwoordig de wijk Tolhek in Pijnacker en direct grenzend aan de gemeente Lansingerland.
Het oostelijke deel van de Berkelse Meerpolder wordt ook wel Oost-Meerpolder genoemd: deze wijk ligt echter 2 km ten oosten van de werkelijke Oostmeerpolder.

## Geschiedenis
De polder, gerealiseerd in 1848, maakte deel uit van het waterschap Polder Berkel (opgegaan in Hoogheemraadschap van Delfland). De polder grenst in het noorden aan de Oude Polder van Pijnacker en in het zuiden aan de Meerpolder (Nieuwe Droogmaking).
Aan het einde van de 20e eeuw werd de polder grotendeels met woningen bebouwd als onderdeel van de Vinex-locatie Pijnacker Zuid en de wijk Tolhek in het bijzonder.

## Afwatering
De waterafvoer, door onderbemaling, van het zuidelijke deel van de Oostmeerpolder gebeurt via een sifon onder de Ruyvense Vaart. Vanuit deze sifon voert het water direct af naar gemaal Meerpolder. Deze watert af naar de Bovenvaart en het bergboezem van Polder Berkel.

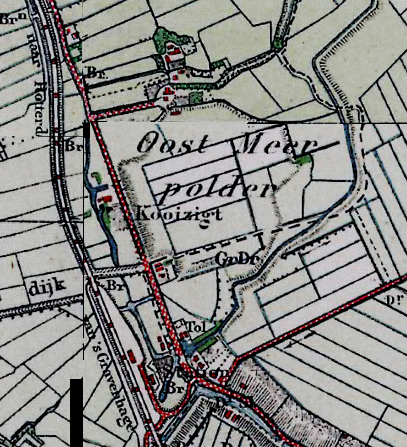
De polder op een Bonnekaart (circa 1920)

Noordpolder · 
Westpolder · 
Zuidpolder · 
Voorafsche polder · 
Nieuwe Rodenrijsche Droogmakerij · 
Oostmeerpolder · 
Polder Oudeland · 
Nieuwe Droogmaking (met de Meerpolder · 
Oude Leedsche polder (met Bergboezem)